# Pleasant Hill (Missouri)
Pleasant Hill é uma cidade localizada no estado americano de Missouri, no Condado de Cass.

## Demografia
Segundo o censo americano de 2000, a sua população era de 5582 habitantes.
Em 2006, foi estimada uma população de 6903, um aumento de 1321 (23.7%).

## Geografia
De acordo com o United States Census Bureau tem uma área de
11,7 km², dos quais 11,6 km² cobertos por terra e 0,1 km² cobertos por água. Pleasant Hill localiza-se a aproximadamente 273 m acima do nível do mar.

## Localidades na vizinhança
O diagrama seguinte representa as localidades num raio de 12 km ao redor de Pleasant Hill.